# Вейцман, Карл Фридрих
Карл Фридрих Вейцман (нем. Carl Friedrich Weitzmann; 10 августа 1808, Берлин — 7 ноября 1880, Берлин) — немецкий музыкальный теоретик, дирижёр, скрипач, композитор, музыкальный педагог.
Учился в Берлине у Карла Вильгельма Хеннинга (скрипка) и Бернгарда Клейна (теория), затем изучал композицию в Касселе под руководством Луи Шпора и Морица Гауптмана.
В 1832 г. начал работать хормейстером в Рижской опере, затем основал в Риге лидертафель, впоследствии передав его руководство Генриху Дорну. С 1834 г. капельмейстер в Ревеле, где сочинил и поставил три собственные оперы: «Разбойничья любовь» (нем. Räuberliebe), «Вальпургиева ночь» (нем. Walpurgisnacht) и «Лавры и сума» (нем. Lorbeer und Bettelstab).
В 1836—1846 гг. работал в России: первая скрипка Императорской капеллы и регент собора Святой Анны в Санкт-Петербурге. Собирал русские народные песни, гастролировал как солист по Финляндии.
В 1846—1847 гг. работал в Париже и Лондоне как дирижёр и исследователь, а затем обосновался в Берлине, занимаясь преимущественно историей и теорией музыки. Преподавал в Новой академии музыки, а с 1857 г. в Консерватории Штерна.

## Труды
Основные теоретические работы Вейцмана посвящены увеличенному трезвучию (нем. Der übermässige Dreiklang; 1853) и уменьшенному септаккорду (нем. Der verminderte Septimenakkord; 1854) и содержали ряд оригинальных идей. По истории музыки Вейцман написал «Историю греческой музыки» (нем. Geschichte der griechischen Musik; 1855), «Историю клавирного искусства и клавирной литературы» (нем. Geschichte des Klavierspiels und der Klavierlitteratur; 1863, дополненное издание 1879; 3-е издание радикально переработано Максом Зайфертом и Оскаром Флейшером, 1899) и др. Вейцману также принадлежат работа о Карле Таузиге «Последний из виртуозов» (нем. Der letzte der Virtuosen; 1868) и ряд учебных пособий по теории и гармонии.
Из музыкальных композиций Вейцмана, помимо трёх упомянутых опер, могут быть названы несколько тетрадей песен, пьесы для фортепиано в 2 и 4 руки и множество учебных сочинений.